# غاريقون بستاني
غاريقون بستاني (الاسم العلمي: Agaricus arvensis) هو نوع من الفطريات يتبع جنس الغاريقون من الفصيلة الغاريقونية.